# Libanesiske borgerkrig
Den libanesiske borgerkrig var en borgerkrig med stærke indslag af udenlandske militser, som udspillede sig i Libanon med varierende intensitet i perioden 1975–1990. Det var en krig mellem forskellige folkeslag og politiske partier i landet som indgik alliancer med hinanden, og med udenlandske støttetropper. Under krigen blev alliancerne ændret i et hurtigt tempo og i uforudsigelige retninger. De nationale parter bestod af shiitiske, palæstinensiske, maronittiske, sunnittiske og drusiske grupper. Mellem grupperne fandtes der også uenighed, og mod slutningen af krigen havde næsten alle parter været allieret med hinanden og gradvis forrådt hinanden. De udenlandske parter var hovedsagelig Syrien, Israel, Iran, Irak og USA.
Konflikten blev forværret af demografiske forandringer, palæstinensiske flygtningestrømme mellem 1948 og 1970, strid mellem de kristne og muslimske, Israel-Libanon-konflikten, samt at Syrien og PLO blandede sig. Striden fortsatte efter en kort våbenhvile i 1976, som blev fremforhandlet gennem mægling af Den Arabiske Liga. Konflikten udartede sig da mest i det sydlige Libanon, som først blev okkuperet af PLO og senere af Israel.
Ved krigens udbrud kunne parterne grupperes i en kristen højrealliance og en muslimsk venstrealliance. Derefter blev det med tiden en krig, hvor alle kæmpede mod alle; en krig på alle fronter. Borgerkrigen var særdeles blodig og vakte opmærksomhed globalt gennem flere gidseldramaer, massakrer og mord på højtstående politikere. I 1980'erne var situationen specielt blodig og prekær, da store dele af Beirut blev lagt i ruiner.
Flere krigsforbrydelser og terroraktioner blev udført under krigen. Under disse hører Damur-massakren i 1976, da PLO dræbte 500 ubevæbnede kristne indbyggere i kystbyen Damur, samt massakrerne i Sabra og Shatila i 1982, hvor kristne militser massakrerede 800 ubevæbnede palæstinensiske flygtninge. Krigen førte også til at Libanon mistede sin reelle selvstændighed.
Da Taifaftalen blev udarbejdet i 1989 holdt Israel fast på en sikkerhedszone i det sydlige Libanon, noget de mente var nødvendigt for at forsvare det nordlige Israel. Den israelske armé trak sig omsider tilbage i 2000. Syrien, som tidligere havde kontrolleret resten af landet, trak sig ikke ud før i 2005, da de blev tvunget ud efter pres skabt af libanesiske protester og mægtig diplomatisk indblanding fra USA og FN i kølvandet af drabet på Rafik Hariri.